# Baleares
|  | Aquest article tracta sobre el vaixell. Si cerqueu el diari, vegeu «Diari de Balears». |

El Baleares fou un creuer pesat de l'armada franquista durant la Guerra Civil espanyola. Va ser enfonsat durant la batalla del Cap de Palos després de ser impactat per torpedes disparats per destructors de l'armada republicana.

## Característiques generals
- Eslora:	193,90 m
- Mànega:	19,52 m
- Puntal:	12,57 m
- Calat:	6,51 m

- Armament
- 8 canons SECN de 203 mm en 4 torres dobles
- 8 canons de 120 mm, 4 per banda
- 12 tubs llança-torpedes de calibre 533 mm, grups de 6, un per banda

- Propulsió:
- 8 calderes Yarrow
- 4 turbines Parsons
- 4 hèlix

- Potència:	90.000 CV

- Velocitat: 33 nusos

- Autonomia:
- 8.000 milles a 15 nusos
- 4.000 milles a 25 nusos
- 1.235 milles a 33 nusos

- Tripulació:	800 homes

## Construcció
Es va començar a construir durant la dictadura del general Miguel Primo de Rivera per l'empresa Sociedad Española de Construcción Naval (SECN). El concepte s'inspirava en el dels creuers de la classe Country de la Royal Navy. La proclamació de la segona república l 1931 varen retardar la construcció tal que l 1936 encara era amarrat a port i incomplet.

## Historial d'operacions
Poc després de l'inici de la guerra civil espanyola, va entrar en servei el desembre de 1936. Encara era incomplet i  encara no tenia la quarta torre d'artilleria. La torreta finalment s'instal·là durant l'estiu de 1937.
El febrer de 1937 va participar, juntament amb els creuers Canarias i Almirante Cervera, a la batalla de Màlaga. Bombardejà els qui fugien per l'única sortida del setge de la ciutat —la carretera costanera de Màlaga a Almeria— en l'episodi que es coneix com «La Desbandá» o la massacre de la carretera Màlaga-Almeria. Malgrat tots els esforços del dictador Franco per amagar el que va passar, el metge canadenc Norman Bethune va poder captar fotografies i va narrar la seva experiència al diari The New York Times: «Comptàrem almenys 5.000 infants menors de deu anys, milers d'ells descalços… Decidírem tornar i començar a transportar-los per posar-los fora de perill». Juntament amb la resta d'unitats, va causar la mort d'entre tres i cinc mil civils.

## Enfonsament durant la guerra civil
La nit del 5 de març de 1938 el Baleares participava en la protecció d'un comboi procedent d'Itàlia. La flota franquista topar inesperadament amb l'armada republicana i es produí un enfrontament que avui es coneix com la batalla del Cap de Palos. Cap a les 02:20 del 6 de març diversos torpedes, possiblement procedents del destructor Lepanto, tocaren la zona central i el dipòsit de municions del Baleares, causant importants danys que en van provocar el naufragi. Els destructors anglesos HMS Boreas i HMS Kempenfelt varen acudir al salvament dels naufragats i varen rescatar 435 homes; mentre que uns 786 varen morir o desaparèixer. El contraalmirall i comandant de l'embarcació, Manuel Vierna Belando, fou un dels morts.
Durant el salvament, avions republicans varen bombardejar els destructors anglesos, perquè varen pensar erròniament que es tractava del Baleares, i causaren un mort i quatre ferits al Boreas.

## Posteritat
El 1940 es va estrenar la pel·lícula El Crucero Baleares, dirigida per Enrique del Campo i de marcat caràcter propagandista. Tot i així, la pel·lícula no va ser autoritzada, i el 1948 totes les còpies havien estat destruïdes.
A la Ciutat de Mallorca es va construir un Monument a les víctimes del creuer Baleares. A més, a moltes localitats hi ha carrers amb el nom Creuer de Baleares. A la localitat basca d'Ondarroa, d'on procedien uns cinquanta tripulants, es varen construir dos monuments en honor dels morts, un al port i l'altre al cementeri.